# Urs Scheuss
Urs Scheuss (* 14. Juni 1975 in Wil SG) ist ein Schweizer Politiker (Grüne).

## Leben
Urs Scheuss ist in Zuzwil SG aufgewachsen. Er studierte in Genf, Bern und Zürich Politikwissenschaft und schloss mit einer Doktorarbeit über politische Gegensätze in den Schweizer Agglomerationen ab. Seit 2003 lebt er in Biel/Bienne und engagiert sich seit 2004 politisch bei den Grünen.
Von 2010 bis Anfang 2025 war er im Generalsekretariat der Grünen Schweiz Fachsekretär im Schwerpunktbereich Umwelt, Verkehr und Energie. Ab 2014 war er zudem stellvertretender Generalsekretär der Partei.
Seit März 2025 ist Scheuss Geschäftsleiter der Schweizerischen Vereinigung für Sonnenenergie SSES.

## Politik
Seit Oktober 2024 gehört Scheuss dem Grossen Rat des Kantons Bern für den Wahlkreis Biel-Seeland an. Er rückte für Nora Soder nach, die aus beruflichen und privaten Gründen ihr Mandat niedergelegt hatte. Von 2009 bis 2011 war Scheuss schon einmal Mitglied des Berner Grossen Rates gewesen. Er verliess ihn jedoch aus beruflichen Gründen. Daphné Rüfenacht rückte für Scheuss nach.
Von 2015 bis 2024 war Scheuss Mitglied des Bieler Stadtrats (Legislative) und vertrat die Fraktion Grünes Bündnis / Alliance Verte ab 2021 in der Geschäftsprüfungskommission (GPK). Zudem war er ab 2015 Mitglied der Kommission für die neue Stadtordnung (RSO), die er von 2021 bis zu seinem Austritt aus dem Stadtrat präsidierte.
Scheuss bekleidete ausserdem verschiedene Ämter innerhalb der Grünen Partei. So war er von 2009 bis 2021 Präsident der städtischen Parteisektion Grüne Biel / Les Vert-e-s Bienne und von 2006 bis 2021 Vorstandsmitglied der Grünen Kanton Bern.
Die politische Arbeit von Scheuss beschränkt sich nicht auf die Behörden und die Partei. So engagierte er sich in der Bewegung gegen den Westast der A5-Umfahrung in Biel/Bienne und vertrat den VCS in der vom Kanton eingesetzten Dialoggruppe der Behörden sowie der Gegner und Befürworter des Projekts.
Scheuss wirkte in Biel zudem massgeblich mit bei den beiden städtischen Volksinitiativen «Städteinitiative zur Förderung des Fuss- und Veloverkehrs sowie des öffentlichen Verkehrs» und «Für eine gesunde Ernährung» und setzte sich in der Bewegung «Biel für alle – Bienne pour tous» gegen Sparmassnahmen bei Leistungen und Angeboten sozialer und kultureller Organisationen und Institutionen ein.